# Чечин Едуард Васильович
Едуард Васильович Чечин (10 листопада 1937, Крутий Лог — 25 липня 2010) — вчений у галузі міцності оболонкових конструкцій при криогенних температурах і міцності трубопроводів, доктор технічних наук.

## Біографія
Народився 10 листопада 1937 в селі Крутому Лозі Бєлгородського району Бєлгородської області РРФСР. В 1960 році закінчив Харківський авіаційний інститут. У 1960–1965 роках працював на Оренбурзькому машинобудівному заводі — конструктор, провідний інженер, в 1965–1969 роках — на Броварському заводі холодильників — головний конструктор, з 1969 року — в Інституті проблем міцності АН УРСР. В 1972 році захистив кандидатську дисертацію, в 1997 році — докторську. З 1997 року — провідний науковий співробітник цього інституту.

Могила Едуарда Чечина

Помер 25 липня 2010 року. Похований в Києві на Байковому кладовищі (ділянка № 33).

## Наукова діяльність
Автор більше 70 наукових робіт (двох монографії, наукові статті, доповіді та інше). Основні праці присвячені розробці та експериментальному підтвердженню нового енергетичного методу розрахунку на міцність, заснованого на використанні більш широкого комплексу механічних характеристик конструкційних матеріалів чим тільки характеристики їх міцності. Метод відкриває шлях суттєвого зменшення витрат пластичних зміцнюваних і холодостійких сталей і сплавів у промисловості за рахунок використання наявних у таких матеріалів ресурсів деформаційних і низькотемпературного зміцнення.
Учасник освоєння і серійного виробництва ракет різних типів базування. Вирішував завдання розвитку експериментальних і розрахункових методів оцінки несучої здатності і довговічності оболоченние конструкцій ракетно-космічної техніки. Створив експериментальну базу, що включає ряд спеціальних установок і пневмогідравлічний криогенний стенд, що забезпечили проведення систематичних випробувань, пов'язаних з відпрацюванням конструкцій і технології виготовлення оболонкових виробів ракет і космічних апаратів. Основні роботи проводилися з НВО «Енергія» і НВО «Криогенмаш».